# Saint Hermias
Pour les articles homonymes, voir Hermias.
Hermias est un saint orthodoxe et catholique. Selon la tradition, c'était un soldat qui avait passé de longues années dans l'armée romaine, à Comane dans le Pont.

## Hagiographie
Achevant son service, sous le règne d'Antonin le Pieux (138-161), il refusa toute solde et confessa sa foi au Christ. Il fut aussitôt arrêté et traduit devant le gouverneur Sébastien, qui le somma de sacrifier aux faux dieux pour montrer sa loyauté envers l'empereur. Comme Hermias refusait énergiquement, il fut livré à la torture.
Les bourreaux lui brisèrent d'abord les mâchoires, puis lui arrachèrent la peau du visage. Il fut ensuite jeté dans une fournaise ardente, dont il sortit indemne après trois jours. Sébastien décida alors de recourir au mage Marus, qui confectionna un poison violent à l'intention du saint. Mais lorsqu'il vit qu'Hermias n'en éprouvait aucun mal, il confessa à son tour la puissance divine du Christ et fut décapité sur-le-champ.
Saint Marus fut baptisé dans son propre sang et devint martyr. Hermias fut alors soumis à de nouveaux tourments : on le plongea dans de l'huile bouillante, on lui creva les yeux, puis on le suspendit, la tête en bas, pendant trois jours, mais il continuait de rendre grâce au Christ. Finalement, fou de rage Sébastien lui trancha la tête de sa propre épée. Des chrétiens enterrèrent son corps en secret et ses reliques donnèrent de nombreuses guérisons.

## Sources
- Dimitri de Rostov, Vie des Saints, article : 31 mai (original enrRusse) ou traduction anglaise.

## Documents en lien externe
- Icône de Saint Hermias, avec une courte description de la vie du saint.
- Vie de Saint Hermias en anglais avec une autre Icône.